# Chris Washburn
Pour les articles homonymes, voir Washburn.
Christopher Scott Washburn (né le 13 mai 1966 à Hickory, Caroline du Nord) est un ancien joueur professionnel américain de basket-ball ayant évolué au poste  de pivot.
Après avoir passé sa carrière universitaire dans l'équipe des Wolfpack de North Carolina State, il a été drafté en 3e position par les Warriors de Golden State lors de la Draft 1986 de la NBA.